# Rattel (Einheit)
Der (das) Rattel, auch  Putur, war ein Gewichtsmaß in Basra und  in Travancore, in Vorderindien im heutigen Bundesstaat Kerala, einer Provinz  der ehemaligen Präsidentschaft Madras. Das Maß galt für den Einzelhandel und war das sogenannte Pfund. Unterschiedliche Gewichte trotz gleichwertiger Bezeichnung, kennzeichnen das Pfund-Maß.

## Rattel
- Pfeffer 1 Rattel/Putur = 454 Gramm
- Kaffee 1 Rattel = 14 ½ Vakia/Unze
- Datteln, Lichter und Eisen 1 Rattel= 16 Vakia
- Sonstige Waren 1 Rattel = 15 Vakia
- 1 Rattel =  89 31/32 Köllandschih = 1799 3/8 Mönndschandi
  - 1 Köllandschih = 5 1/18 Gramm
- 25 Rattel = 1 Maund = 11,35 Kilogramm
- 500 Rattel = 1 Candy = 227 Kilogramm

## Putur
Wurde nach diesem Maß gewogen, war
- Pfeffer 1 Putur/Rattel = 451 7/9 Gramm
- 20 Putur = 1 Candy = 271 Kilogramm
- 1 Putur =  89 1/4 Köllandschih = 1785 Mönndschandi
  - 1 Köllandschih = 5 1/18 Gramm